# Chalacea
Chalacea é uma comuna da província de Córdoba, na Argentina.